# فالاریس

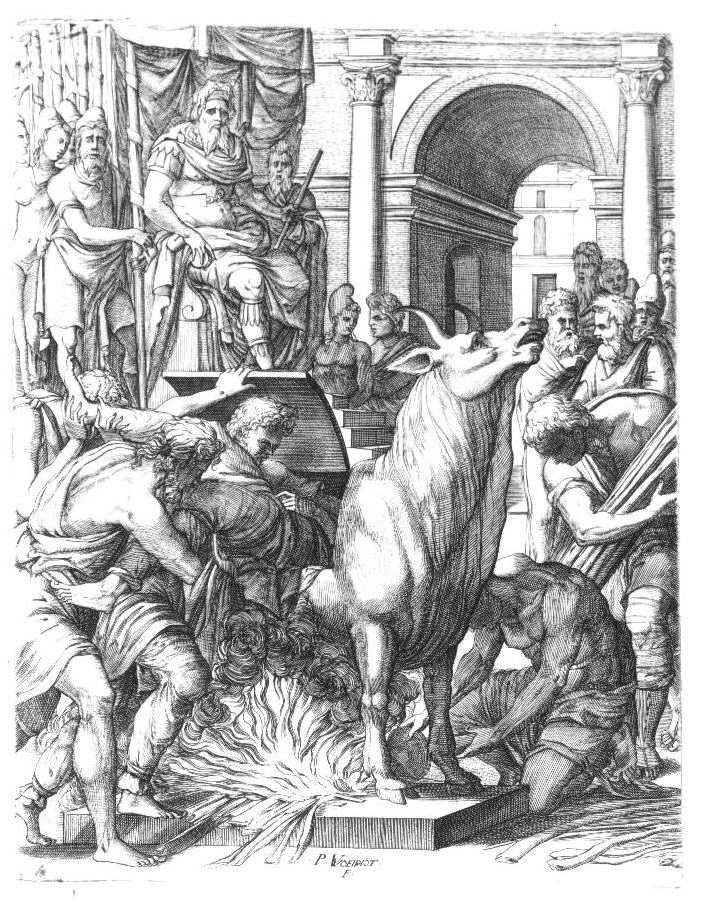
فالاریس، جبار آکراگاس، فرمان به انداختن پریلوس، سازندهٔ گاو برنزی به درون گاو و آزمایش کارکرد این وسیله بر روی او می‌دهد.

فالاریس (به یونانی: Φάλαρις) جبار آکراگاس (آگریجنتوی امروزی) در جزیرهٔ سیسیل از تقریباً سال ۵۷۰ تا ۵۵۴ پیش از میلاد بود. 

## زندگینامه
کار ساخت معبد زئوس آتابیریوس به فالاریس سپرده شده بود و او با استفاده از موقعیت پیش‌آمده خود را حاکم مطلق آکراگاس نامید. چنین می‌نماید که آکراگاس تحت فرمانروایی او به شکوفایی قابل توجهی دست یافته بود. فالاریس امکان استفادهٔ شهر از آب آشامیدنی را فراهم ساخت، چهرهٔ آن را با ساخت ساختمان‌هایی زیبا زینت داد و قدرت دفاعی آن را با ساخت دیواری به دور شهر افزایش داد. همچنین مردم هیمرا واقع در شمال جزیره، فالاریس را علی‌رغم هشدارهای شاعری به نام استسیخوروس به عنوان فرمانده‌ای با قدرت مطلق برگزیدند. بنا بر نوشته‌های دانشنامهٔ بیزانسی سودا، فالاریس توانسته بود به ارباب کل جزیرهٔ سیسیل تبدیل شود. 
فالاریس در عین حال برای ستمگری‌های بیش از اندازه‌اش نیز شهره است. در زمان او وسیلهٔ شکنجه و اعدامی موسوم به گاو برنزی ساخته شد که محکوم را درون آن انداخته و با افروختن آتش در زیر آن او را می‌کشتند. همچنین بنا بر برخی روایات فالاریس آدم‌خوار بود و کودکان شیرخوار را می‌خورد.
فالاریس در پی قیامی به رهبری تلماخوس، از نوادگان ترون (جبار در حدود ۴۸۸-۴۷۲ پیش از میلاد) از قدرت برکنار و در گاو برنزی اعدام شد.